# Olijnykowa Słoboda
Olijnykowa Słoboda (ukr. Олійникова Слобода) – wieś na Ukrainie, w obwodzie kijowskim, w rejonie białocerkiewskim, w hromadzie Uzyn. W 2001 liczyła 619 mieszkańców, spośród których 606 wskazało jako ojczysty język ukraiński, 8 rosyjski, 3 mołdawski, a 2 ormiański.